# Arquebisbat de Douala
L'arquebisbat de Douala (francès: Archidiocèse de Douala, llatí: Archidioecesis Dualaensis) és una seu metropolitana de l'Església Catòlica a Camerun. L'any 2013 tenia 633.015 batejats sobre una població de 3.028.000 habitants. Actualment està regida per l'arquebisbe Samuel Kleda.

## Territori
L'arxidiòcesi s'estén sobre un territori de 1.200  km².
La seu arxiepiscopal és la ciutat de Douala, on es troba la catedral de Sant Pere i Sant Pau
El territori està dividit en 51 parròquies.

## Història
La prefectura apostòlica de Douala va ser erigida el 31 de març de 1931 amb el breu Apostolicum munus del Papa Pius XI, prenent el territori del vicariat apostòlic del Camerun (avui arquebisbat de Yaoundé).
El 27 d'abril de 1932 la prefectura apostòlica va ser elevada a vicariat apostòlic amb el breu Ut praefecturae, del mateix Papa Pius XI.
El 14 de setembre de 1955 el vicariat apostòlic va ser posteriorment elevat a diòcesi amb la butlla Dum tantis del Papa Pius XII. Originàriament era sufragània de l'arquebisbat de Yaoundé.
El 18 de gener de 1863 cedí una porció del seu territori per tal que s'erigís el bisbat de Sangmélima.
El 18 de març de 1982 va ser elevada al rang d'arxidiòcesi metropolitana amb la butlla Eo magis catholica del Papa Joan Pau II.
El 22 de març de 1993 cedí porcions del seu territori per tal que s'erigissin les seus d'Edéa i d'Eséka.

## Cronologia episcopal
- Mathurin-Marie Le Mailloux, C.S.Sp. † (5 de maig de 1931 - 17 de desembre de 1945 mort)
- Pierre Bonneau, C.S.Sp. † (12 de desembre de 1946 - 27 de gener de 1957 mort)
- Thomas Mongo † (5 de juliol de 1957 - 29 d'agost de 1973 renuncià)
- Simon Tonyé † (29 d'agost de 1973 - 31 d'agost de 1991 renuncià)
- Christian Wiyghan Tumi (31 d'agost de 1991 - 17 de novembre de 2009 jubilat)
- Samuel Kleda, des del 17 de novembre de 2009

## Estadístiques
A finals del 2013, la diòcesi tenia 633.015 batejats sobre una població de di 3.028.000 persones, equivalent al 20,9% del total.
| any  | població | població  | població | sacerdots | sacerdots       | sacerdots       | sacerdots             | diaques | religiosos | religiosos | parròquies |
| ---- | -------- | --------- | -------- | --------- | --------------- | --------------- | --------------------- | ------- | ---------- | ---------- | ---------- |
| any  | batejats | total     | %        | total     | clergat secular | clergat regular | batejats por sacerdot | diaques | homes      | dones      |            |
| 1950 | 153.793  | 400.000   | 38,4     | 77        | 25              | 52              | 1.997                 |         |            | 44         |            |
| 1969 | 177.800  | 421.400   | 42,2     | 145       | 97              | 48              | 1.226                 | 7       | 95         | 101        | 34         |
| 1980 | 521.860  | 1.200.000 | 43,5     | 106       | 64              | 42              | 4.923                 | 15      | 84         | 172        | 45         |
| 1990 | 810.000  | 1.920.000 | 42,2     | 100       | 75              | 25              | 8.100                 | 14      | 46         | 120        | 64         |
| 1999 | 494.040  | 1.950.000 | 25,3     | 96        | 59              | 37              | 5.146                 | 3       | 62         | 161        | 27         |
| 2000 | 500.112  | 1.900.000 | 26,3     | 105       | 72              | 33              | 4.762                 | 2       | 57         | 160        | 27         |
| 2001 | 506.132  | 1.900.000 | 26,6     | 98        | 69              | 29              | 5.164                 | 2       | 52         | 159        | 28         |
| 2002 | 515.897  | 2.000.000 | 25,8     | 112       | 82              | 30              | 4.606                 | 2       | 79         | 158        | 30         |
| 2003 | 522.939  | 2.500.000 | 20,9     | 115       | 84              | 31              | 4.547                 | 1       | 48         | 173        | 33         |
| 2004 | 530.357  | 2.500.000 | 21,2     | 134       | 92              | 42              | 3.957                 | 1       | 63         | 190        | 33         |
| 2006 | 552.314  | 2.591.000 | 21,3     | 162       | 109             | 53              | 3.409                 |         | 97         | 332        | 38         |
| 2013 | 633.015  | 3.028.000 | 20,9     | 162       | 138             | 24              | 3.907                 |         | 50         | 230        | 51         |